# Siddhartha Sebastian Larsson
Lars Siddhartha Sebastian Larsson, född 4 juni 1981 i Helsingborg, är en svensk författare och poet.
Larsson är utbildad vid Lunds universitets författarskola. Han har varit redaktör för litteraturtidskriften Ordkonst i Lunds Universitets regi. Medverkade på Littfest i Umeå 2016 då han som första författare i Sverige släppt en SMS-bok.[källa behövs] Vid sidan om författarskapet är Larsson även verksam som föreläsare och målare.